# Napoleón Comitolo
Napoleón Comitolo (1548-1624) fue un religioso y jurisconsulto nacido en  Italia.

## Biografía
Comitolo era el último vástago de los condes de Comellezzo y fue prelado y jurisconsulto de la Perugia. 
Después de haber enseñado algún tiempo la jurisprudencia obtuvo una abadía, y fue nombrado auditor de Rota y promovido a obispo de la Perugia en 1591.
Comitolo fundó un colegio y varias casas religiosas, y distribuía la mayor parte de sus rentas entre los pobres.

## Obra
- Carmina mss.
- Compuso libros litúrgicos
- Decreta et monita Synodalia Ecclesiae perusiane, 1601.
- Descrizione dell'Apparato e processione delle sacre reliquie di S. Carlo.., Perugia: A. Petrucci; M. Naccarini, 1612, en 4º.
- Descrizioni dell'Aparato della Chiesa di S. Ercolano di Perugia..., Roma: S.Paolini, 1609 en 4º.
- Index quatuor Tomorum Conciliorum jussu opera et studio Neapolionis Comitoli Episcopi Perusini mss.
- Logicae Tractatus mss.
- Una colección de decisiones del Tribunal de la Rota: Decisiones Sacrae Rotae Rommanae ec. cum originalibus ipsius..., Perusiae: A. Bartolum,, 1643.
- Histoire des éveques de Pérouse